# Чермінські
Чермінські — шляхетські родини.

## Гербу Єліта
Був представлений у Краківському, Сєрадзькому воєводстві.

## Гербу Вєнява
Був представлений у Каліському (1314—1793) та інших воєводствах.

### Відомі люди
- Лукаш з Черміна — каштелян завихостський, дружини: ймовірно, донька люблинського воєводи Олександра Тарла; Теофіля, сестра Яна Клеменса Браніцького гербу Гриф
- Фелікс — каштелян поланецький, київський
- Лукаш — канонік ґнєзненський, віце-президент коронного трибуналу 1690
- Єжи — староста книшинський
- Ян — каштелян малогоський, син Тарлівни